# Аравинд Адига
Аравинд Адига (на английски: Aravind Adiga) е индийски журналист и писател на произведения в жанра драма, носител на наградата „Букър“.

## Биография и творчество
Аравинд Адига е роден на 23 октомври 1974 г. в Мадрас (сега Ченай), Тамил Наду, Индия. Израства в Мангалуру и от дете мечтае за стане писател. Учи в гимназията „Канара“ и по-късно в колежа „Св. Алойзиус“ в Мангалуру, където завършва през 1990 г. Заедно със семейството си емигрира в Сидни, където учи в селскостопанската гимназия „Джеймс Русе“. По-късно следва английска филология в Колумбийския колеж на Колумбийския университет в Ню Йорк при Саймън Шама, и завършва с отличие през 1997 г. Следва също в Магдален колидж на Оксфордския университет.
След дипломирането си, от 2000 г. работи като финансов журналист, стажувайки във „Файненшъл Таймс“ в Ню Йорк и отразява фондовия пазар и инвестициите. Впоследствие от 2003 г. се завръща в Индия и работи три години за списание „Тайм“ като кореспондент в Южна Азия, след което минава на свободна практика.
Първият му роман „Белият тигър“ е издаден през 2008 г. Романът изследва контраста между развитието на Индия като модерна глобална икономика и кариерата на главния герой Балрам, който идва от смазващата бедност в затънтено и бедно село и се издига до горните нива на социалната йерархия, представяйки с черен хумор един нелицеприятен портрет на Индия от дъното до върха. Романът става бестселър и печели наградата „Букър“ за 2008 г. Аравинд Адига и четвъртият роден в Индия автор, който печели наградата, след Салман Рушди, Арундати Рой и Киран Десаи. През 2021 г. романът е екранизиран в едноименния филм с участието на Приянка Чопра и Раджкумар Рао. При връчването на наградата „Букър“ той казва:
| „ | Във време, когато Индия се готви, заедно с Китай, да поеме контрола над света, за автори като мен е много важно да подчертаваме бруталната несправедливост на индийското общество. Тъкмо това се опитвам да правя. Аз не нападам страната си, това е един дълъг процес на самопознаване. | “ |

Втората му книга, сборникът „Между убийствата“, е издадена през 2008 г. и описва живота на жителите на индийски град през седемгодишния период между убийствата на Индира Ганди и нейния син Раджив Ганди.
През 2020 г. е издаден романът му „Амнистия“, който третира темата за жалкото състояние на имигрантите.
Аравинд Адига живее в Мумбай.

## Произведения

### Самостоятелни романи
- The White Tiger (2008)
Белият тигър, изд.: „Жанет 45“, Пловдив (2009), прев. Маргарита Дограмаджян
- Last Man in Tower (2011)
- Selection Day (2016)
- Amnesty (2020)

### Сборници
- Between the Assassinations (2008)

### Разкази
- The Sultan's Battery (2008)
- Smack (2008)
- Last Christmas in Bandra (2008)
- The Elephant (2009)

### Екранизации
- 2018 Selection Day – тв сериал, история
- 2021 The White Tiger